# كايرون ماكمستر
كايرون ماكمستر (مواليد 3 يناير 1997) هو عداء من جزر العذراء البريطانية متخصص في سباقات 400 متر حواجز.